# Сейф ад-Дин ар-Рави
Сейф ад-Дин Фуллаих Хасан Тава ар-Рави (род. 1949) — иракский военный и политический деятель. Командующий  Республиканской гвардией во время правления Саддама Хусейна. 
После падения режима Саддама Хусейна был объявлен в розыск Центральным уголовным судом Ирака и за информацию, ведущую к его поимке, была назначена денежная награда в размере до одного миллиона долларов. Включён в список самых разыскиваемых иракцев (в виде трефового валета). Тем не менее он так и не был пойман.